# هووانگ هویدان
هووانگ هویدان (به انگلیسی: Huang Huidan) ژیمناست زادهٔ ۱۶ مهٔ ۱۹۹۶ میلادی اهل کشور چین است.